# ليونارد شوارتز
ليونارد شوارتز (بالإنجليزية: Leonard Schwartz)‏ هو لاعب كرة مضرب أسترالي، ولد في 23 أبريل 1913 في Tanunda, South Australia ‏ في أستراليا، وتوفي في 23 نوفمبر 2010.

## وصلات خارجية
- ليونارد شوارتز على موقع رابطة محترفي التنس (الإنجليزية)
- ليونارد شوارتز على موقع الاتحاد الدولي لكرة المضرب (الإنجليزية)
- ليونارد شوارتز على موقع كأس ديفيز (الإنجليزية)
- ليونارد شوارتز على موقع أرشيف التنس.كوم (الإنجليزية)
- ليونارد شوارتز على موقع خلاصة التنس.كوم (الإنجليزية)